# Николай II (патриарх Александрийский)
Патриа́рх Никола́й II (греч. Πατριάρχης Νικόλαος Β΄) — Папа и Патриарх Александрийский и всего Египта (1263—1276)
До патриаршества был послом султанского Египта в Константинополе.
Как и многие Александрийские Патриархи того периода жил в основном Константинополе а не в Египте.
Участвовал в церковной жизни Византии. Поддерживал Патриарха Константинопольского Арсения в его конфликте с императором Михаилом VIII Палеологом на почве отношения к Лионской унии.